# Docteur Lautrec et les Chevaliers oubliés
Docteur Lautrec et les Chevaliers oubliés (ドクターロートレックと忘却の騎士団, Dokutā Rōtorekku to Bōkyaku no Kishidan) est un jeu vidéo d'aventure développé et édité par Konami, sorti en 2011 sur Nintendo 3DS.

## Synopsis
Durant la Belle Époque, un archéologue, le docteur Jean-Pierre Lautrec, est professeur au Muséum national d'histoire naturelle de Paris. Il découvre la carte d'un trésor caché de Louis XIV.

## Accueil
- Adventure Gamers : 3,5/5[1]
- Jeuxvideo.com : 9/20[2]